# Keleti körzet

A Délkeleti körzet elhelyezkedése

A Keleti körzet (macedónul Источен регион) közigazgatási egység Észak-Macedónia keleti részén. Központja és legnagyobb városa Stip.

## Községek
- Berovo
- Vinica (Macedónia)
- Delcsevo
- Zrnovci
- Karbinci
- Kocsani
- Makedonszka Kamenica
- Pehcsevo
- Probistip
- Csesinovo-Oblesevo
- Stip

## Népesség
A Keleti körzet népessége 1994-ben 180 039 fő, 2002-ben 181 858 fő, ami emelkedést mutat.
A 2002-es összeírás szerint a 181 858 fős összlakosságból 168 046 macedón (92,4%), 6 876 cigány, 2 794 török, 2 074 vlach, 2 068 egyéb.
A macedónok mindegyik községben többségben vannak.

A Keleti körzet etnikai térképe

A legtöbb cigány Pehcsevo (7,1%), Vinica (6,2%), Kocsani (5,1%) és Stip (4,6%) községekben él.
A törökök főleg Karbinci község területén élnek, ahol arányszámuk 18,1%. Pehcsevo község lakóinak 6,5%-a török.